# گریگور گریگوریان (تاریخ‌نگار)
گریگور مسروبی گریگوریان (ارمنی: Գրիգոր Մեսրոպի Գրիգորյան؛  زادهٔ ۲ مارس ۱۹۳۰ - درگذشته ۱۴ اکتبر ۲۰۱۸) یک باستان‌شناس، تاریخ‌نگار و دانشمند اهل ارمنستان بود.

## زندگی‌نامه
در	۲ مارس ۱۹۳۰ در ولادی‌قفقاز به دنیا آمد و از دانشگاه دولتی علوم پرورشی خاچاطور آبوویان ارمنستان فارغ‌التحصیل شد. وی همچنین برنده دانشمند شایسته جمهوری ارمنستان (۲۰۱۰) شده است. وی در ۱۴ اکتبر ۲۰۱۸ در سن ۸۸ سالگی درگذشت.

## یادداشت
1. ↑  պատմական գիտությունների դոկտոր